# 李奕
李奕（？—346年），十六国时岑翰人。
成玉恒四年（338年），李寿率军从涪城袭击成都，李奕任先锋。李寿废黜李期后，李奕劝李寿向东晋称藩，李寿不从，而称汉皇帝。李奕受封为西夷校尉，李寿倚他为心腹。汉汉兴二年（339年），李奕担任镇东大将军，攻打巴东郡的东晋守将劳杨。李寿子李势即位，李奕任太保。李势滥杀宗室大臣，于是在嘉宁元年（346年），他从晋寿郡（今四川省广元市南）起兵反汉，蜀地任跟随他的达到数万。攻打成都时，被射死。